# 托雷埃尔莫萨
托雷埃尔莫萨，是西班牙阿拉贡自治区萨拉戈萨省的一个市镇。 总面积21平方公里，总人口113人（2001年），人口密度5人/平方公里。